# Carlos Ricardo Benavides Jiménez
Carlos Ricardo Benavides Jiménez (Puntarenas, 29 de agosto de 1969) es un abogado, empresario y político costarricense, asumió la Presidencia de la Asamblea Legislativa (2019-2020) y se desempeñó como diputado en primer lugar por la provincia de San José entre 2018 y 2022. 
Benavides ostenta una Licenciatura en Derecho y Notariado Público por la Universidad de Costa Rica, es especialista en Derecho Público mediante el Sistema de Estudios de Posgrado del mismo centro académico y empresario gastronómico.

## Trayectoria
Benavides ha sido diputado en dos períodos: 2002-2006 y 2018-2022, habiendo sido Jefe de Fracción en el 2005-2006 y 2018-2019. Fue Presidente de la Organización Mundial del Turismo entre 2008 y 2010, Ministro de Turismo de 2006 a 2011 abarcando las administraciones de Óscar Arias Sánchez y Laura Chinchilla, luego ministro de la Presidencia en el período restante de la administración Chinchilla del 2011 al 2014.